# Michel Pignolet de Montéclair
Michel Pignolet de Montéclair   (Andelot-Blancheville, 4 de desembre de 1667 - Domont, 22 de setembre de 1737) fou un compositor i musicòleg francès del Barroc.

## Biografia
Va ser infant de cor de la catedral de Langres i més tard entrà al servei del príncep de Vaudémont com a mestre de música, acompanyant-lo a Itàlia. Al seu retorn a París formà part de l'orquestra de l'Òpera. Gelós de la glòria de Jean-Philippe Rameau, atacà violentament el seu sistema del baix fonamental, però al final tingué d'emmudir davant del seu il·lustre contrincant. Com a teòric musical es mostrà superior a la majoria dels seus compatriotes, introduint en l'ensenyança útils millores, especialment en la transposició.
Publicà les següents obres teòriques; Méthode pour apprendre la musique, obra dedicada a François Couperin, del que se'n feren diverses edicions (París, 1700), i un Méthode pour apprendre à jouer le violon (París, 1720), sense comptar diversos articles i estudis.
Va compondre, a més, l'òpera-ball Les fétes de l'été (París, 1716), l'òpera en tres actes Jepthé (París, 1732), i gran nombre de cantates, concerts, sonates, motets i una Missa de Rèquiem, entre altres obres.